# Alberto Campos Hernández
Alberto Campos Hernández OFM (* 5. Juni 1951 in Fresnillo) ist ein mexikanischer Geistlicher der Römisch-Katholischen Kirche und emeritierter Apostolischer Vikar von San José de Amazonas.

## Leben
Alberto Campos Hernández trat der Ordensgemeinschaft der Franziskaner bei und empfing am 2. August 1979 die Priesterweihe.
Papst Johannes Paul II. ernannte ihn am 17. Januar 1998 zum Titularbischof von Vicus Augusti und zum Apostolischen Vikar von San José de Amazonas. Die Bischofsweihe spendete ihm der Erzbischof von Guadalajara, Juan Kardinal Sandoval Íñiguez, am 30. Mai desselben Jahres; Mitkonsekratoren waren Manuel Romero Arvizu OFM, Prälat von Jesús María del Nayar, und Lorenzo Rodolfo Guibord Lévesque OFM, emeritierter Apostolischer Vikar von San José de Amazonas. 
Am 8. August 2011 nahm Papst Benedikt XVI. sein Rücktrittsgesuch an.